# 中国紫蛤
中国紫蛤（学名：Sanguinolaria chinensis），是帘蛤目紫云蛤科西施舌属的一种。主要分布于中国大陆、台湾，常栖息在潮间带。